# Kim Young-gu
Kong Young-gu – południowokoreański zapaśnik w stylu klasycznym. Zdobył złoty medal na igrzyskach azjatyckich w 1986, brąz na mistrzostwach Azji w 1991 roku.